# Wielka Studnia Onofria
Wielka Studnia Onofria – fontanna w Chorwacji w centrum Dubrownika, wykonana przez neapolitańskiego budowniczego Onofrio della Cava w  1438 roku, jako część dubrownickiego systemu wodociągowego. Woda cieknie z 16 kamiennych maszkaronów. 
Znajduje się przed Klasztorem Klarysek nieopodal Bramy Pilskiej. 
Pierwotnie bogato zdobiona, dzisiejszy dużo skromniejszy kształt uzyskała po wielkim trzęsieniu ziemi w 1667 roku. 
Dubrowniczanie mieli dostęp do wody w dwóch miejscach, przy opisywanej fontannie i jej mniejszym odpowiedniku. Obok wspomnianych, miasto posiadało również wiele mniejszych fontann.